# Silbanak
Silbanak  je sjenovita i misteriozna figura, za kojeg se vjeruje da je bio uzurpator tijekom vladavine Filipa Arapina. Poznat je iz samo jednog novčića.